# Queirúas
Queirúas es un lugar de la parroquia asturiana de Canero de la que es popularmente conocida como la "capital", en el concejo de Valdés (España). Se encuentra a 12,3 km de Luarca, la capital del municipio.
Se trata de un pequeño pueblo con una población cercana a los 200 habitantes. Posee cuatro playas: Cutín, Santa Ana (Penafrente en asturiano), Punxeo y Choureo. La patrona de este pueblo es Santa Ana y las fiestas se celebran el 26 y 27 de julio (Santa Ana y Santa Anina respectivamente).

## Referencieas
1. ↑  «Cambio del Decreto 77/2014, de 5 de agosto, por el que se determinan los topónimos oficiales del concejo de Valdés». BOPA. 25 de junio de 2021.

- Datos: Q6094519